# Lodgepole
Lodgepole é uma vila localizada no estado americano de Nebraska, no Condado de Cheyenne.

## Demografia
Segundo o censo americano de 2000, a sua população era de 348 habitantes.
Em 2006, foi estimada uma população de 353, um aumento de 5 (1.4%).

## Geografia
De acordo com o United States Census Bureau, a localidade tem uma área de 1,2 km², sem área coberta por água. Lodgepole localiza-se a aproximadamente 1172 m acima do nível do mar.

## Localidades na vizinhança
O diagrama seguinte representa as localidades num raio de 36 km ao redor de Lodgepole.